# Piz Timun
Der Piz Timun ⓘ (rätoromanisch vom lateinischen temone für ‚Deichsel‘) oder Pizzo di Emet ⓘ  (wahrscheinlich Ableitung vom romanischen gliemat, emat für ‚Bodenbalken‘, ‚Schwelle‘, möglich, jedoch weniger sicher, Ableitung vom lateinischen intimus für ‚innerst‘) ist ein Berg östlich von Montespluga und westlich vom Lago di Lei auf der Grenze zwischen dem Schweizer Kanton Graubünden und der italienischen Provinz Sondrio mit einer Höhe von 3211 m ü. M. Auf dem höchsten Punkt befindet sich das Signal der italienischen Vermessung.

## Lage und Umgebung
Der Piz Timun ist die höchste und imposanteste Erhebung der sich nach Nordosten und nach Süden fortsetzenden Piz-Timun-Kette, einer Untergruppe der Oberhalbsteiner Alpen. Auf dem Gipfel treffen sich die Gemeindegrenzen zwischen der Schweizer Gemeinde Ferrera und den italienischen Gemeinden Madesimo und Piuro. Der Piz Timun wird im Norden durch die Val Niemet, im Südosten durch die Valle di Lei und im Südwesten durch die Val San Giacomo eingefasst. Im Westen befindet sich der Pass da Niemet und im Süden die Passo di Sterla Settentrionale und die Passo di Sterla Meridionale.
Zu den Nachbargipfeln gehören der Piz Miez/Cimalmotta, der Piz dil Crot, die Guglie d’Altare und der Piz della Palù im Nordosten, das Surettahorn, der Piz Por, die Punta Levis und der Piz Spadolazzo im Nordwesten sowie der Pizzo Groppera, der Monte Caurga, der Monte Mater und der Pizzo di Sterla im Süden.
Der am weitesten entfernte sichtbare Punkt vom Piz Timun ist der Monte Argentera. Er liegt im piemontesischen Sturatal (Provinz Cuneo), einige Kilometer nördlich der Grenze zu Frankreich und befindet sich 303 km entfernt in südwestlicher Richtung.
Auf der Nordflanke besitzt der Piz Timun einen Gletscher, den Glatscher da Niemet.
Talorte sind Montespluga und Innerferrera. Häufige Ausgangspunkte sind der Staudamm des Lago di Lei und das Rifugio Giovanni Bertacchi.

## Routen zum Gipfel

### Sommerrouten

#### Über den Glatscher da Niemet
Normalroute im Winter. Der Gletscherschwund und die starke Ausaperung machen die Tour im Hochsommer gefährlich und nahezu ungangbar, denn man muss mit häufigem Steinschlag vom Nordostgrat her rechnen. Falls der Gletscher im Frühsommer noch firnbedeckt ist, kommt man mit Steigeisen zügig voran.
- Ausgangspunkt: Innerferrera (1480 m)
- Via: Val Niemet, Glatscher da Niemet
- Schwierigkeit: WS
- Zeitaufwand: 5½ Stunden
- Erstbegehung: G. Scaramellini im Juli 1902 im Abstieg.

#### Über den Nordgrat
Nicht empfehlenswerte Route, denn wegen des Gletscherschwundes sind die Felsen des Nordgrates (der westlichen Begrenzung des Glatscher da Niemet), die schon immer abwärts geschichtet waren, sehr instabil geworden.
- Ausgangspunkt: Innerferrera (1480 m)
- Via: Val Niemet, Glatscher da Niemet, Nordgrat
- Schwierigkeit: ZS
- Zeitaufwand: 5½ Stunden

#### Vom Piz della Palù
- Ausgangspunkt: Piz della Palù (3177 m)
- Via: Guglie d’Altare
- Schwierigkeit: ZS – S
- Alternative: Statt über den Grat kann bei günstigen Firnschneeverhältnissen auf den Glatscher da Niemet ausgewichen werden (WS)

#### Durch das Ostcouloir
Von den Routen durch die Ostwand wurde früher wegen der Steinschlaggefahr abgeraten. Die diesbezüglichen Verhältnisse haben sich gebessert, doch vermag die Felsqualität der Wandrouten den heutigen Ansprüchen nicht zu genügen. Bisweilen begangen wird der Aufstieg durch das Schuttcouloir zwischen Piz Timun und Guglie d’Altare.
- Ausgangspunkt: Staumauer des Lago di Lei (1932 m)
- Via: Alpe Ganda Nera (2143 m), Nordostgrat
- Schwierigkeit: L
- Zeitaufwand: 5 Stunden
- Erstbegehung: Sec. Bonacossa mit G. Scaramellini, 27. Juli 1892, vom Passo di Sterla Settentrionale ausgehend und die Timun-Südostwand am Fuss über Geröllhänge querend.

#### Durch die Südostwand
- Ausgangspunkt: Staumauer des Lago di Lei (1932 m)
- Via: Alpe Ganda Nera (2143 m), Südrinne
- Schwierigkeit: BG
- Zeitaufwand: 5 Stunden
- Erstbegehung: Helene Eichler und Robert Liefmann, 4. August 1913, im Abstieg

#### Über den Südgrat
Route der Erstbesteiger, oft begangen, vielerorts Wegspuren.
- Ausgangspunkt: Macolini (1656 m), Lago di Montespluga (1906 m), Rifugio Giovanni Bertacchi (2172 m) oder Staumauer des Lago di Lei (1932 m)
- Via: Passo di Sterla Settentrionale (2830 m)
- Schwierigkeit: L
- Zeitaufwand: 6 Stunden von Macolini, 6¼ Stunden vom Lago di Montespluga, 4½ Stunden vom Rifugio Giovanni Bertacchi oder 4¾ Stunden vom Lago di Lei (1½ vom Passo di Sterla Settentrionale)

#### Durch die Westflanke
Route der Erstbesteiger im Abstieg
- Ausgangspunkt: Macolini (1656 m), Lago di Montespluga (1906 m) oder Rifugio Giovanni Bertacchi (2172 m)
- Schwierigkeit: L
- Zeitaufwand: 5½ Stunden von Macolini, 5¾ Stunden vom Lago di Montespluga oder 4 Stunden vom Rifugio Giovanni Bertacchi

### Winterrouten

#### Von Innerferrera
Anspruchsvolle Skitour, wobei die Schwierigkeiten sich auf den letzten, sehr steilen Gipfelhang konzentrieren.
- Ausgangspunkt: Innerferrera (1480 m)
- Via: Alp Niemet (1899 m), Glatscher da Niemet
- Expositionen: N, NW
- Schwierigkeit: S-
- Zeitaufwand: 6 Stunden
- Alternative: Der Gipfel wird gelegentlich auch vom Rifugio Giovanni Bertacchi (2172 m) angegangen.

## Galerie

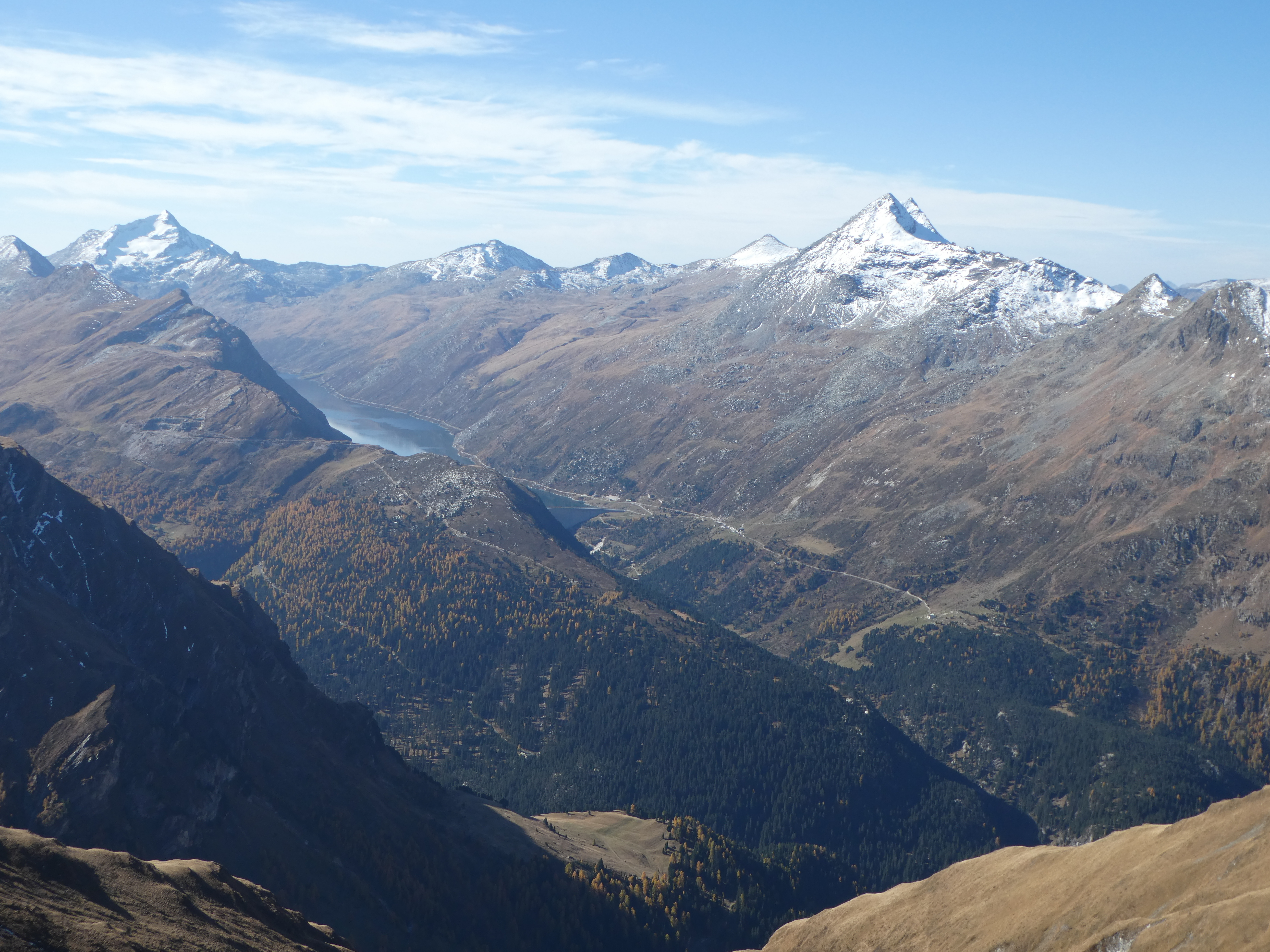
Lago di Lei mit Pizzo Stella (links) und Piz Timun (rechts), aufgenommen vom Piz Alv (für Annotationen der einzelnen Berge aufs Bild klicken).
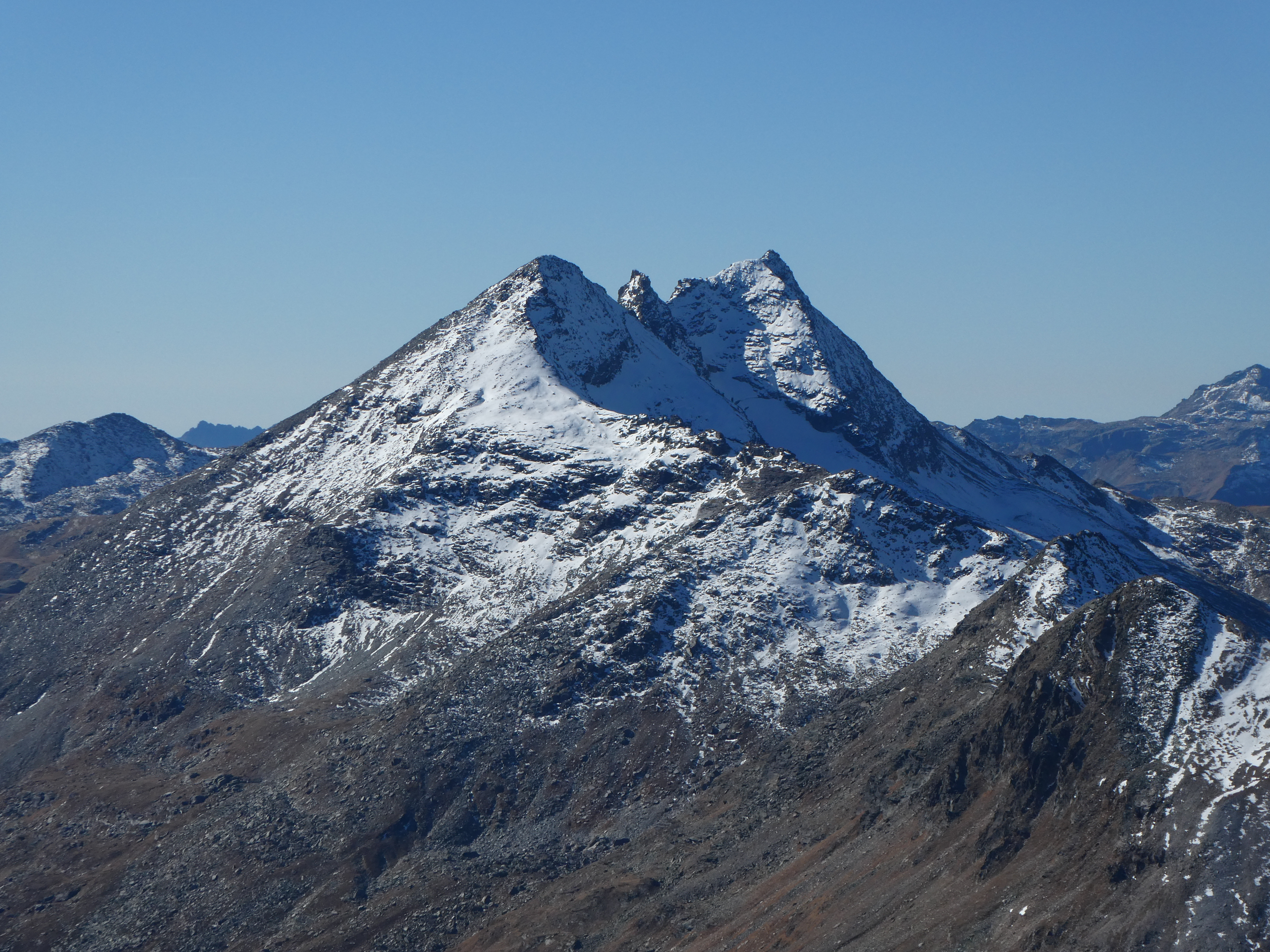
Piz della Palù (links) und Piz Timun (rechts), aufgenommen vom Piz Grisch (für Annotationen der einzelnen Berge aufs Bild klicken).
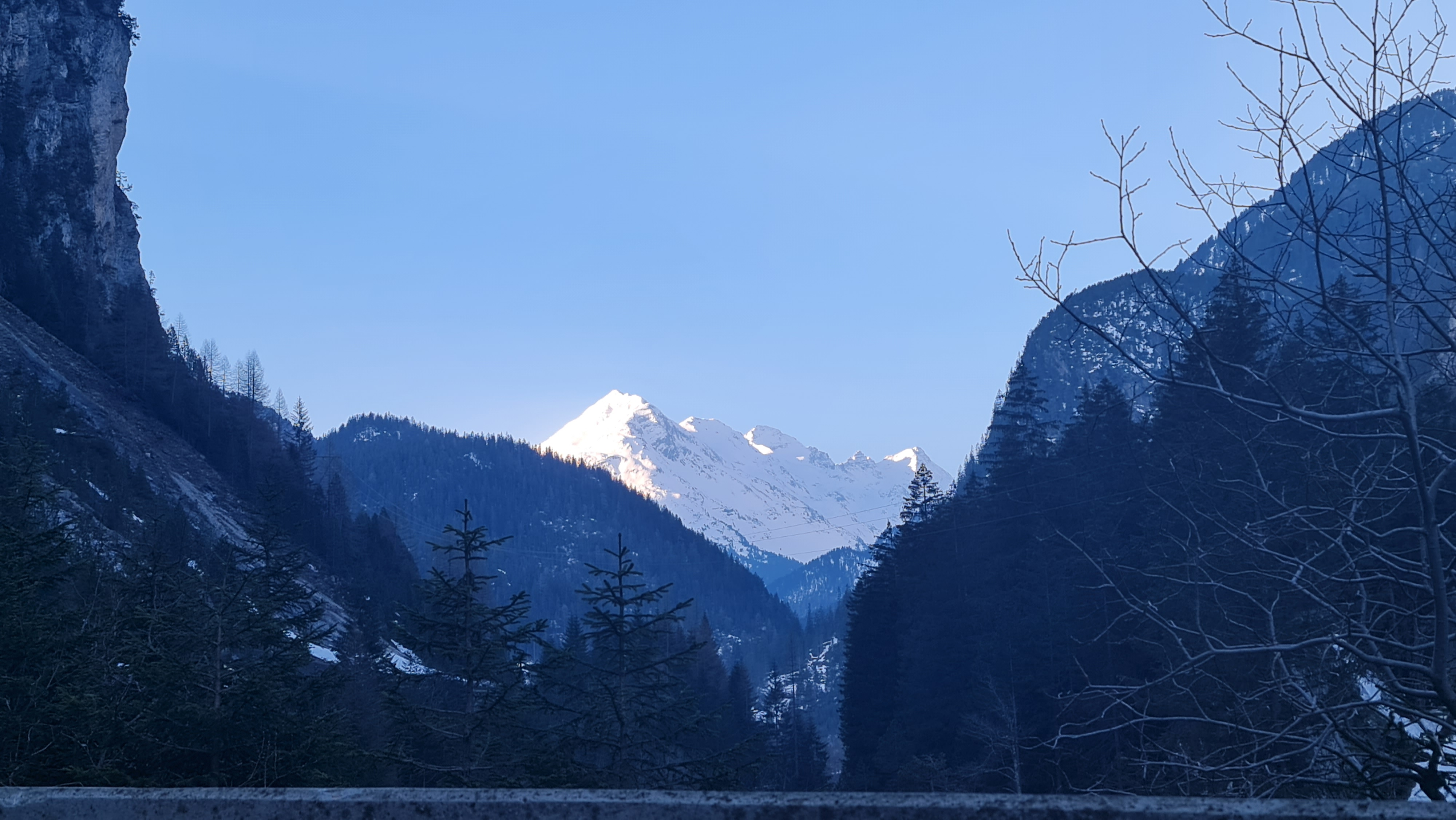
V. l. n. r.: Piz Miez/Cimalmotta, Piz dil Crot, Piz della Palù, Guglie d'Altare und Piz Timun, aufgenommen von Ferreratal (für Annotationen der einzelnen Berge aufs Bild klicken).
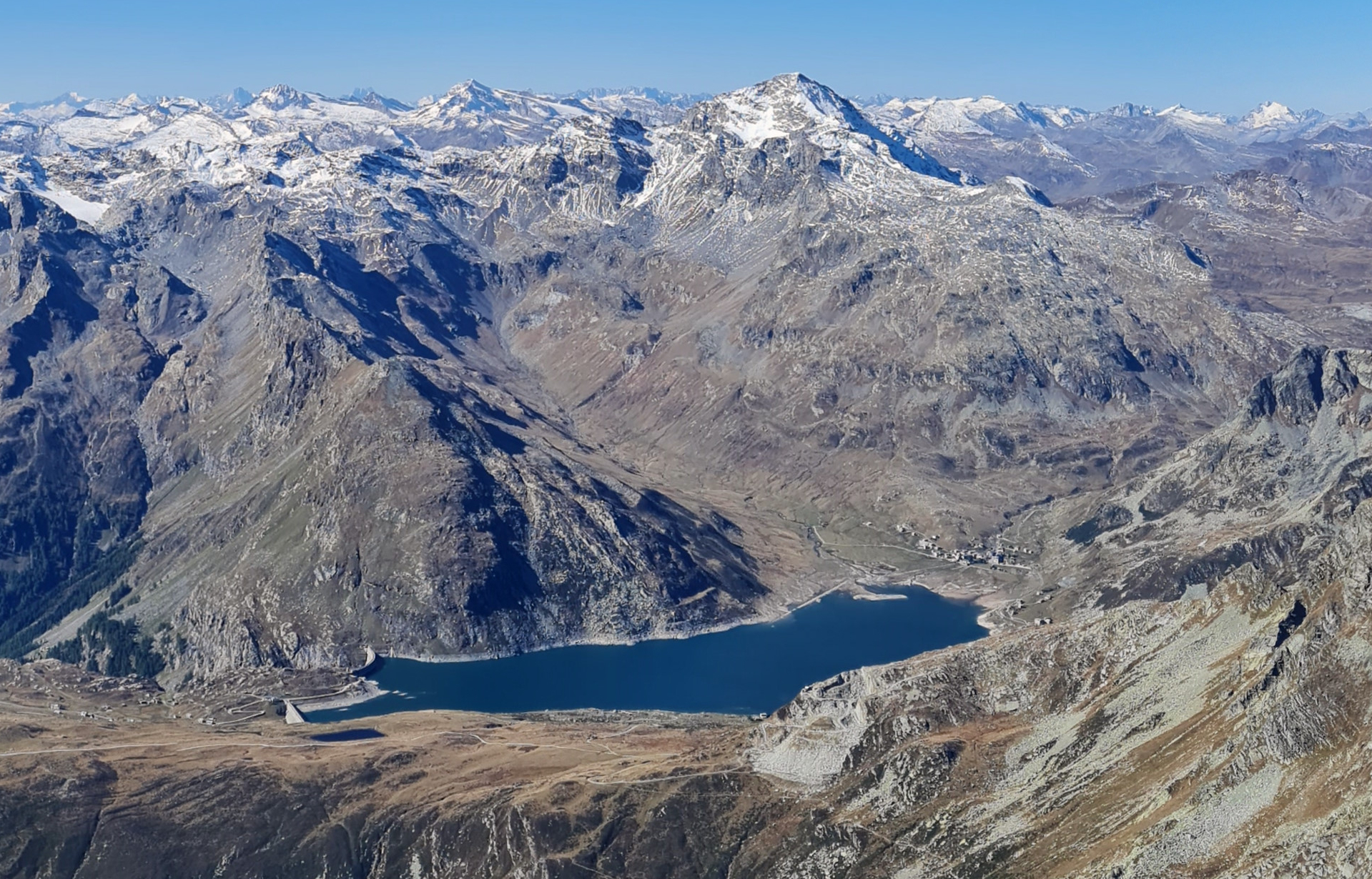
Blick nach Westen zum Lago di Montespluga.
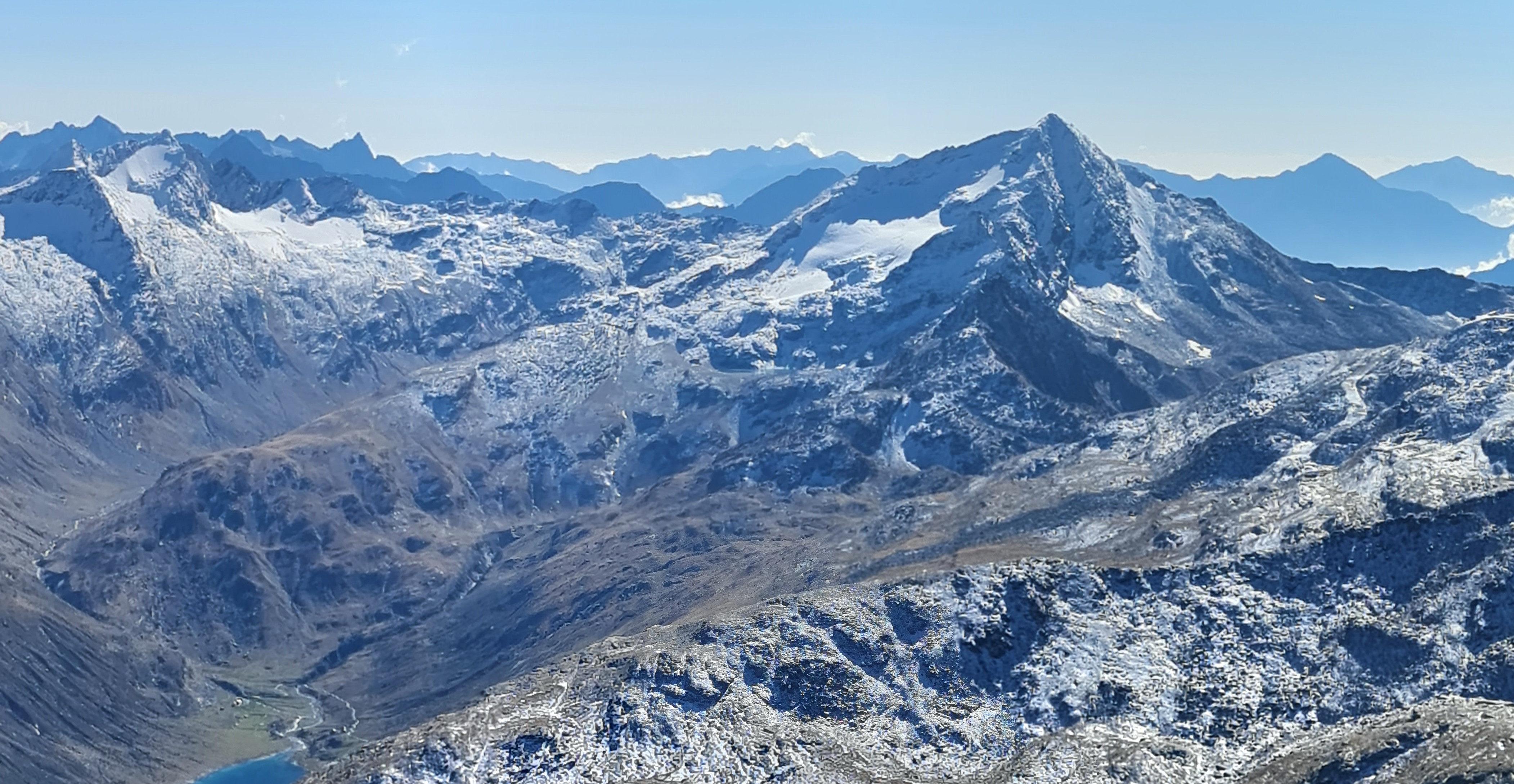
Blick nach Süden zum Pizzo Stella, zuhinterst am Lago di Lei.